# Sodaurt (art)
Sodaurt (Salsola kali) er en 15-40 cm høj urt, der vokser på sandstrande og tangvolde. Sodaurt indeholder en høj procentdel af natrium- og kalium-salte.

## Beskrivelse
Sodaurt er en enårig, urteagtig plante med en opret eller opstigende, tæt forgrenet vækst. Stænglerne er glatte eller stivhårede og furede med et uregelmæssigt forløb. De sukkulente blade er modsatte, linjeformede og halv- eller helrunde i tværsnit. Bladspidsen er omdannet til en meget spids torn. Over- og underside er ensartet og lyst grågrønne.
Blomstringen sker i juli-august, hvor man finder blomsterne siddende ved bladhjørnerne. De er 5-tallige og uregelmæssige med et sammenvokset, hindeagtigt og hvidligt bloster. De små nøddefrugter er omsluttet af dette bloster.
Rodnettet består af en dybtgående pælerod med mange siderødder.
Højde x bredde og årlig tilvækst: 0,30 x 0,30 m (30 x 30 cm/år). I udlandet findes dog eksemplarer på 1 x 1 m.

## Voksested
Sodaurt er udbredt langs Europas kyster, men også i tørre og saltpåvirkede områder inde i kontinentet. Den er således knyttet til lysåbne voksesteder på tør, veldrænet bund med et højt indhold af salte (herunder næringssalte).
I Danmark er den almindelig på Øerne, Bornholm og i Østjylland på sandstrande og tangvolde. Den er temmelig almindelig i resten af landet.
I den hvide klit på Ølsemagle Revle findes arten sammen med bl.a. marehalm, strandsennep, vårbrandbæger, rød svingel, strandarve og sandhjælme

## Anvendelse
Sodaurt indeholder en høj procentdel af natrium- og kalium-salte. Tidligere har man udvundet potaske og soda af planten ved at tørre og brænde den. Asken blev rørt ud i vand, og af lagen kunne man så indvinde råstoffer til fremstilling af sæbe og glas.
| Portal | Portal:Botanik |

## Note
1. ↑  Anonym: Ølsemagle Revle – Botaniske forhold (efter Palle Gravesen og Peter Vestergaard: Vegetation of a Danish Off-Shore Barrier Island i Botanisk Tidsskrift, 1969)